# Lawrence Nicasio
Lawrence Sydney Nicasio (ur. 5 września 1956 w Dangriga, zm. 1 stycznia 2024 w Belize City) – belizeński duchowny rzymskokatolicki, biskup Belize City – Belmopan w latach 2017–2024.

## Życiorys
Święcenia kapłańskie otrzymał 16 czerwca 1989 i został inkardynowany do diecezji Belize City – Belmopan. Pracował głównie jako duszpasterz parafialny, był także m.in. diecezjalnym ceremoniarzem, sekretarzem Rady Kapłańskiej oraz przewodniczącym stowarzyszenia kapłanów diecezjalnych.
26 stycznia 2017 papież Franciszek mianował go biskupem ordynariuszem diecezji Belize City – Belmopan. Sakry udzielił mu 13 maja 2017 nuncjusz apostolski w Belize - arcybiskup Léon Kalenga Badikebele.